# How I Met Your Mother
How I Met Your Mother är en amerikansk komediserie för tv som skapats av Carter Bays och Craig Thomas. Första säsongen blev klar och sändes i USA mellan 2005 och 2006. Efter nio säsonger sändes seriens sista avsnitt 31 mars 2014. How I Met Your Mother visades i 208 avsnitt.
I Sverige planerades serien heta Hur jag träffade din mamma, men man behöll sedan originalnamnet. Idag sänds programmet på TV6 och TV3 i Sverige. I Finland visas serien på Sub och MTV3. Sommaren 2013 sändes den på finska FOX under namnet Ensisilmäyksellä, i Danmark på TV3+, i Norge på Viasat.[källa behövs]

## Handling
Serien handlar om Ted Mosby som berättar för sin son och dotter om händelserna som ledde till hur han träffade deras mamma. Teds berättelse börjar med när hans bästa kompis, Marshall Eriksen, avslöjar att han tänker fria till sin flickvän, Lily Aldrin. Just i det ögonblicket slår det Ted att han måste sätta fart om han också vill finna den rätta. Hans vän, Barney Stinson, hjälper honom med denna stora uppgift. Barney har dock en del ovanliga åsikter och förslag om hur man träffar tjejer. När Ted möter Robin Scherbatsky är han säker på att det är kärlek vid första ögonkastet och att hon är hans framtida livspartner, men livet är inte alltid så lätt.

## Rollfigurer

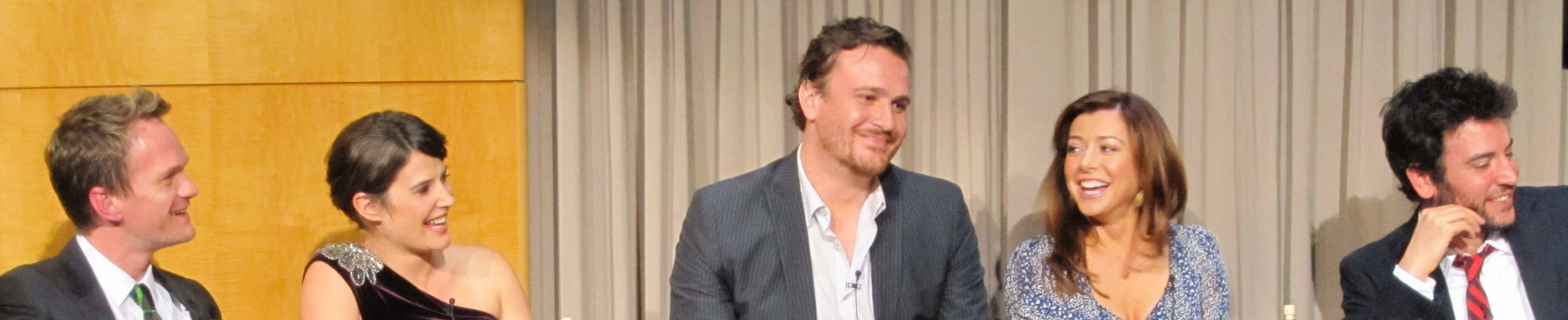
Neil Patrick Harris, Cobie Smulders, Jason Segel, Alyson Hannigan och Josh Radnor.

### Theodore "Ted" Evelyn Mosby (Josh Radnor)
Ted är huvudfiguren i serien och är på jakt efter sitt livs kärlek. När hans bäste vän, Marshall friar till Lily inser han att han måste skynda sig att hitta någon innan det är för sent. Men uppdraget visar sig vara ganska svårt. Lyckligtvis får Ted hjälp av sina vänner, främst av Barney som dock visar sig ha ganska tveksamma metoder att tillämpa. Ted är arkitekt till yrket och tänker för mycket, i alla fall enligt Barney. Till slut träffar Ted den vackra Robin, de gör dock slut i slutet av säsong 2. Ted blir senare professor i arkitektur, vid samma tillfälle får tittarna reda på att hans livs kärlek, Teds framtida barns mamma, går på samma college som han är lärare.

### Marshall Eriksen (Jason Segel)
Marshall är advokat samt Teds bäste vän och har varit det sen de träffades som förstaårselever och rumskamrater på college. Han är tillsammans med Lily, som han också träffade på college, och de gifter sig i slutet av säsong 2. Marshall är övertygad om att allt övernaturligt existerar, till exempel spöken och Loch Ness-monstret. Han vågar inte heller besöka Seattle, då han är rädd för Bigfoot. Hans dröm var och är att jobba med att rädda miljön, men istället hamnar han på samma företag som Barney jobbar för; Goliath National Bank. Senare i serien går dock hans stora dröm i uppfyllelse och han får arbete på ett företag som kämpar för miljön. Efter att han misslyckades med ett fall bestämmer han sig för att bli domare, något som han blir anställd som i sista avsnittet av säsong åtta. 
Han får under seriens gång också ett barn med sin fru, Lily Aldrin. Barnet får namnet Marvin Wait For It Eriksen. Mellannamnet Wait For It är Barneys förslag.
Detta fortsätter med att han får ytterligare ett barn, under sista säsongen när han får veta att Lily är gravid och barnet får namnet Daisy, efter tusenblomman (Daisy på engelska) som är ovanför Lilys graviditetstest. Man får veta senare i slutet av säsong 9 att det blir ett 3:e barn som är på väg men tyvärr inte vad barnet ska heta.

### Robin Charles Scherbatsky Jr (Cobie Smulders)
Robin är nyhetsreporter och har flyttat från Kanada till USA. Hennes intressen inkluderar att röka cigarrer, dricka whiskey och skjuta på övningsbanor. Hon skyller det på att hennes far egentligen ville ha en son. Under sina tonår var hon också en nationell popstjärna under namnet "Robin Sparkles", och hade en stor hit: "Let's go to the mall". Robin är också en hundmänniska, och hade 5 st hundar i början av serien. Hon anser sig också vara den snyggaste tjejen i baren som de brukar vara i. I början av säsong 5 blev hon tillsammans med Barney, men de gör slut några avsnitt senare. I säsong nio gifter de sig.

### Barney Stinson (Neil Patrick Harris)
Barney poserar som en narcissistisk översittare som bara är intresserad av att få tjejer, tjäna pengar och visa upp sig i dyra kostymer. Dessa tre saker lyckas han dessutom rätt bra med. Utöver sitt intresse för det ovanstående så har Barney ett mycket gott hjärta och han tar alltid hand om sina vänner och sin bror James. Barney har dessutom sedan slutet av säsong 3 varit förälskad i Robin och de blev tillsammans i början av säsong 5. Det tog slut bara några avsnitt senare, men det framgår att Barney fortfarande har starka känslor för henne. Barney går efter en viss kodex, kallad "The Bro Code" där det finns regler för hur "bros" ska bete sig gentemot andra "bros". Barney påstår att hans förfader Barnabus Stinson ska ha dikterat denna bibel-liknande litteratur, men det framstår snarare som att det i själva verket är han själv som har skrivit den.
Barney är även författare till "The Playbook" som är en samling raggningsknep som han själv testat och utfört. I slutet av säsong 8 lurar han Robin med "The Robin" för att få henne tillbaka. I säsong 6 avsnitt 22 får man reda på att Barney har haft sex med 253 tjejer. Barney har blivit känd som seriens "breakout"-karaktär.

### Lily Aldrin (Alyson Hannigan)
Lily är förskollärare, uppvuxen i New York. Hon mötte Marshall när hon gick på college, och de har varit tillsammans sedan dess. De gifte sig i slutet av säsong 2 efter mycket om och men. Lily är en konstnär på fritiden och riktar sig främst till veterinärer, då hennes konst av någon besynnerlig anledning lugnar hundar. Hon har väldigt bestämda principer och tankar som oftast inte går att rubba. Dessutom har hon problem med att hålla hemligheter, vilket har utnyttjats för att få saker att hända. Lily är mycket lojal mot sina vänner och gör alltid vad hon tror är bäst för dem, även om de själv inte kan se det just då. I slutet av säsong 6 fick man reda på att hon var gravid, och i säsong 7 får man reda på att det är en pojke (men redan i säsong 5 får man aningar om att det är en pojke då framtida Ted säger att Marshall slutade röka den dagen som hans son föddes). Lily har också ett shoppingproblem som resulterade i att hon maxade alla sina kreditkort och att de därför fick svårt att köpa lägenhet.

### Återkommande roller
| Skådespelare        | Karaktär                               | Framträdanden              |
| ------------------- | -------------------------------------- | -------------------------- |
| Cristin Milioti     | Tracy McConnel Mosby, mamman           | Säsong 9                   |
| Bob Saget           | Teds vuxne berättarröst                | Alla säsonger              |
| Lyndsy Fonseca      | Penny Mosby                            | Alla säsonger              |
| David Henrie        | Luke Mosby                             | Alla säsonger              |
| Christine Rose      | Teds mamma Virginia Mosby              | Säsong 2, 5, 6, 7, 9       |
| Harry Groener       | Virginias make Clint                   | Säsong 2, 5, 9             |
| Ashley Williams     | Victoria                               | Säsong 1, 7, 8, 9          |
| Sarah Chalke        | Stella Zinman, Teds flickvän (2008)    | Säsong 3, 4, 9             |
| Darcy Rose Byrnes   | Stellas dotter Lucy Zinman             | Säsong 3                   |
| Jason Jones         | Stellas exmake Tony Grafanello         | Säsong 4                   |
| Marshall Manesh     | Taxichauffören Ranjit Singh            | Alla säsonger              |
| Joe Nieves          | Bartendern Carl MacLaren               | Säsong 1, 2, 4-9           |
| Charlene Amoia      | Servitrisen Wendy                      | Säsong 1-6                 |
| Frances Conroy      | Barneys mamma Loretta Stinson          | Säsong 4, 6-9              |
| John Lithgow        | Barneys pappa Jerome Whittaker         | Säsong 6 och 9             |
| Wayne Brady         | James Stinson, Barneys bror            | Säsong 2, 3, 6, 7, 9       |
| Ben Vereen          | James pappa Sam Gibbs                  | Säsong 6 och 9             |
| Tim Gunn            | Sig själv, Barneys skräddare           | Säsong 5 och 9)            |
| William Zabka       | Sig själv                              | Säsong 8 och 9             |
| Nazanin Boniadi     | Nora, dejtade Barney (säsong 6)        | Säsong 6, 7, 9             |
| Becki Newton        | Quinn Garvey, Barneys flickvän (2012)  | Säsong 7 och 8             |
| Chris Elliott       | Lilys pappa Mickey Aldrin              | Säsong 5-9                 |
| Suzie Plakson       | Marshalls mamma Judy Eriksen           | Säsong 1, 5, 6, 8, 9       |
| Bill Fagerbakke     | Marshalls pappa Marvin Eriksen Sr.     | Säsong 1, 4-9              |
| Ned Rolsma          | Marshalls bror Marcus Eriksen          | Säsong 1, 2, 4-8           |
| Robert Michael Ryan | Marshalls bror Marvin Eriksen Jr.      | Säsong 1, 2, 4-7           |
| Joe Manganiello     | Marshalls vän Brad Morris              | Säsong 2, 5, 8             |
| Matt Boren          | Gängets vän Stuart Bowers              | Säsong 1, 2, 4, 6, 7, 8    |
| Virginia Williams   | Stuarts fru Claudia                    | Säsong 1, 4, 6, 9          |
| Bob Odenkirk        | Marshalls chef Arthur Hobbs            | Säsong 3, 5, 6, 8          |
| Bryan Callen        | Bilson, medarbetare på GNB             | Säsong 1, 3, 4             |
| Taran Killam        | Gary Blauman                           | Säsong 1, 3, 4, 5, 9       |
| David Burtka        | Lilys ex Scooter                       | Säsong 1, 2, 4, 5, 6, 8, 9 |
| Kyle MacLachlan     | Kaptenen (George Van Smoot)            | Säsong 6, 8, 9             |
| Jennifer Morrison   | Zoey Pierson, Kaptenens exfru          | Säsong 6 och 9             |
| Laura Bell Bundy    | Becky ”Boats Boats Boats”              | Säsong 6, 8, 9             |
| Abby Elliott        | Jeanette Peterson                      | Säsong 8 och 9             |
| Ray Wise            | Robins pappa Robin Sherbatsky Sr.      | Säsong 6-9                 |
| Kal Penn            | Kevin, Robins pojkvän under s. 7       | Säsong 7 och 9             |
| Benjamin Koldyke    | Don Frank, Robins kollega ett tag      | Säsong 5                   |
| Michael Trucco      | Nick Podarutti, Robins ”hemliga crush” | Säsong 6 och 8             |
| Alex Denisof        | Robins kollega Sandy Rivers            | Säsong 1, 6-9              |
| Ellen D. Williams   | Robins kollega Patrice                 | Säsong 7, 8, 9             |
| Ron Nicolosi        | Robins kameraman Mike                  | Säsong 2, 5, 6, 8          |
| Alan Thicke         | Sig själv                              | Säsong 3, 5, 6, 8, 9       |
| James Van Der Beek  | Robins första pojkvän Simon Trembley   | Säsong 3, 8, 9             |

### Gästskådespelare
| Skådespelare             | Karaktär                                        | Framträdanden                                                                         |
| ------------------------ | ----------------------------------------------- | ------------------------------------------------------------------------------------- |
| Michael Gross            | Teds pappa Alfred Mosby                         | Säsong 2 och 6; "Brunch" och "Last Words"                                             |
| Erin Cahill              | Teds syster Heather Mosby                       | Säsong 4; "Little Minnesota"                                                          |
| Moon Zappa               | Teds religiösa kusin Stacy                      | Säsong 2; "How Lily Stole Christmas"                                                  |
| Eric Braeden             | Robins pappa i en flashback                     | Säsong 4; "Happily Ever After"                                                        |
| Gibson Sjobeck           | Marcus Eriksen som ung                          | Säsong 8; "The Pre-Nup"                                                               |
| Blake Bertrand           | Marvin Eriksen Jr. som ung                      | Säsong 8; "The Pre-Nup"                                                               |
| Meagen Fay               | Lilys mamma Janice Aldrin                       | Säsong 2; "Bachelor Party” och "Something Borrowed"                                   |
| K Callan                 | Lilys mormor Lois                               | Säsong 2 och 7, tre avsnitt                                                           |
| Christina Pickles        | Lilys farmor Rita Aldrin                        | Säsong 5 och 7; "Slapsgiving 2: Revenge of the Slap" och "The Slutty Pumpkin Returns" |
| Jack Walsh               | Lilys farfar Morris Aldrin                      | Säsong 5 och 7; "Slapsgiving 2: Revenge of the Slap" och "The Slutty Pumpkin Returns" |
| Ryan Michelle Bathe      | Michelle, Lilys high school-kompis              | Säsong 3; "Sandcastles in the Sand"                                                   |
| Max Prado                | Lilys gamla klasskamrat Michael "Gasser" Sasser | Säsong 4; "Happily Ever After"                                                        |
| Nicholas Roget-King      | Lilys elev Doug                                 | Säsong 2 och 3; "Monday Night Football" och "Little Boys"                             |
| Brad Rowe                | George, Dougs pappa                             | Säsong 3; "Little Boys"                                                               |
| Jennifer Ann Wilson      | Marshalls svägerska Ashley Eriksen              | Säsong 1; "Belly Full of Turkey"                                                      |
| Tracey Ullman            | Robins mamma Genevieve Sherbatsky               | Säsong 9, tre avsnitt                                                                 |
| Lucy Hale                | Robins syster Katie                             | Säsong 2 och 9; "First Time in New York" och "Vesuvius"                               |
| Ryan Pinkston            | Katies expojkvän Kyle                           | Säsong 2; "First Time in New York"                                                    |
| Nicole Scherzinger       | Jessica Glitter, Robins före detta BFF          | Säsong 6; "Glitter"                                                                   |
| Will Shadley             | Jerome ”J.J” Whittaker Jr.                      | Säsong 6; "Legendaddy"                                                                |
| Ashley Benson            | Carly Whittaker                                 | Säsong 6; "Legendaddy"                                                                |
| Jai Rodriguez            | James make Tom                                  | Säsong 7 och 9; "The Rebound Girl" och "Gary Blauman"                                 |
| Rob Huebel               | Magiläraren Mr. Flanigan                        | Säsong 7; "The Magicians Code - Part Two"                                             |
| Bob Barker               | Sig själv                                       | Säsong 2; "Showdown"                                                                  |
| Regis Philbin            | Sig själv                                       | Säsong 4; Best Burger in New York                                                     |
| Alex Trebek              | Sig själv                                       | Säsong 6 och 8; "False Positive" och "P.S. I Love You"                                |
| Britney Spears           | Stellas receptionist Abby                       | Säsong 3; "Ten Sessions" och "Everything Must Go"                                     |
| Danneel Harris           | Stellas syster Nora Zinman                      | Säsong 4; "Shelter Island"                                                            |
| Aisha Kabia              | Brads (ex)flickvän Kara                         | Säsong 2; "Ted Mosby: Architect" och "World's Greatest Couple"                        |
| Robert Wisdom            | Laser Tags föreståndare McCraken                | Säsong 4; "Murtaugh                                                                   |
| Will Sasso               | Bartendern Doug Martin                          | Säsong 4 och 7; "The Fight" och "Tailgate"                                            |
| Stacy Keibler            | Bartendern Karina                               | Säsong 5 och 9; "Girls Versus Suits" och "Slapsgiving 3: Slappointment in Slapmarra"  |
| Kevin Michael Richardson | Nattvakten Stan                                 | Säsong 4; "The Three Days Rule"                                                       |
| Renée Taylor             | Teds granne Mrs. Matsen                         | Säsong 4, 6 och 7, tre avsnitt                                                        |
| Jorge Garcia             | Ted och Marshalls vän Steve ”The Blitz” Henry   | Säsong 6 och 9; "Blitzgiving" och "Gary Blauman"                                      |
| Chris Romano             | Teds high school-vän Adam ”Punchy” Punciarello  | Säsong 3, 6 och 7, fyra avsnitt                                                       |
| Stefanie Black           | Punchys fru Kelly                               | Säsong 6 och 7; "Glitter" och "The Best Man"                                          |
| Thomas Lennon            | Victorias f.d. fästman Klaus                    | Säsong 8; "Farhampton" och "The Pre-Nup"                                              |
| Colleen Smith            | Klaus syster Uta                                | Säsong 8; "Farhampton"                                                                |
| Bryan Cranston           | Chefen Hammond Druthers                         | Säsong 2 och 9, tre avsnitt                                                           |
| Marieve Herington        | Teds elev Betty                                 | Säsong 5, fyra avsnitt                                                                |
| Hong Chau                | Eleven Cook Pu                                  | Säsong 5; "Perfect Week"                                                              |
| Rachel Bilson            | Cindy                                           | Säsong 5, 6, 8 och 9, fyra avsnitt                                                    |
| Kaylee DeFer             | Cindys fru Casey                                | Säsong 6 och 8; "Big Days" och "Band or DJ?"                                          |
| Will Forte               | Randy Wharmpess                                 | Säsong 3 och 6; "Rebound Bro" och "Canning Randy"                                     |
| Stephen Holland          | Douglas ”Creepy Back Rub Guy”                   | Säsong 4; "Mosbious Designs"                                                          |
| Adrian Rice              | ”Fantasy Guy”                                   | Säsong 4; "Mosbious Designs"                                                          |
| Edward Flores            | ”Food Guy”                                      | Säsong 4; "Mosbious Designs"                                                          |
| Joel Spence              | ”Toy Guy”                                       | Säsong 4; "Mosbious Designs                                                           |
| Daniel O'Brien           | Marshalls f.d kollega Meeker                    | Säsong 6; "Garbage Island"                                                            |
| John Cho                 | Jefferson ”Jeff” Coatsworth                     | Säsong 3; "I'm Not That Guy"                                                          |
| Martin Short             | Garrison Cootes                                 | Säsong 7 och 8, tre avsnitt                                                           |
| Jane Seymour             | Professor Lewis                                 | Säsong 2; "Aldrin Justice"                                                            |
| Geoff Stults             | Juristen Max                                    | Säsong 6; "Subway Wars" och "Architect of Destruction"                                |
| Maury Povich             | Sig själv                                       | Säsong 6; "Subway Wars"                                                               |
| Jimmi Simpson            | Pete Durkenson                                  | Säsong 7; "The Naked Truth"                                                           |
| Seth Green               | Daryl LaCoutre                                  | Säsong 8; "The Final Page - Part One"                                                 |
| James Tupper             | Derek                                           | Säsong 1; "The Limo"                                                                  |
| Hayes MacArthur          | Curt ”The Ironman” Irons                        | Säsong 3 och 4; "The Platinum Rule" och "Sorry, Bro"                                  |
| Enrique Iglesias         | Gael                                            | Säsong 3; "Wait For It" och "We're Not From Here"                                     |
| Orson Bean               | Robins pojkvän Bob i Teds ögon                  | Säsong 3; "Slapsgiving"                                                               |
| Adam Paul                | Mitch ”The Naked Man”                           | Säsong 4 och 9; "The Naked Man" och "How Your Mother Met Me"                          |
| Ryan Sypek               | Teds f.d assistent PJ                           | Säsong 4; "Mosbious Designs"                                                          |
| Robbie Amell             | Nate ”Scooby” Scooberman                        | Säsong 6; "A Change of Heart" och "The Exploding Meatball Sub"                        |
| Katie Walder             | Shannon, Barneys första flickvän                | Säsong 1 och 9, tre avsnitt                                                           |
| Stephanie Faracy         | Rhonda French, Barneys ”första gång”            | Säsong 3; "The Yips"                                                                  |
| Dawn Olivieri            | Anna (gjorde tedmosbyisajerk.com)               | Säsong 2; "Ted Mosby: Architect" och "The Bracket"                                    |
| Meegan Godfrey           | Becca DiLucci, tjej i fängelset                 | Säsong 4; "Happily Ever After"                                                        |
| Jennifer Lopez           | Anita Appleby                                   | Säsong 5; "Of Course"                                                                 |
| Katy Perry               | Zoeys kusin ”Honey”                             | Säsong 6; "Oh Honey"                                                                  |
| April Bowlby             | (Crazy) Meg                                     | Säsong, 3, 5 och 9, fyra avsnitt                                                      |
| Camryn Manheim           | Ellen Pierce                                    | Säsong 1; "Matchmaker"                                                                |
| Beth Lacke               | Dr. Sarah O'Brien                               | Säsong 1; "Matchmaker"                                                                |
| Anne Dudek               | Teds exflickvän Natalie                         | Säsong 1 och 5; "Return of the Shirt" och "Say Cheese"                                |
| Misti Traya              | Molly Mackenzie, Teds ”första gång"             | Säsong 2; "First Time in New York"                                                    |
| Janet Varney             | Stacey Gusar, dejtade Ted och Barney            | Säsong 3; "Little Boys"                                                               |
| JoAnna Garcia            | Maggie Wilks, Teds ”girl next door”             | Säsong 5; "The Window"                                                                |
| Danica McKellar          | Trudy, en av Teds one night stands              | Säsong 1 och 7; "The Pineapple Incident" och "Third Wheel"                            |
| Abigail Spencer          | Blah Blah / Carol                               | Säsong 3 och 9; "How I Met Everyone Else" och "Gary Blauman"                          |
| Lindsay Price            | Cathy, dejtade Ted                              | Säsong 3; "Spoiler Alert"                                                             |
| Mandy Moore              | Amy, var på en dejt med Ted                     | Säsong 3; "Wait For It"                                                               |
| Courtney Ford            | Vicky, var på en dejt med Ted                   | Säsong 4; "The Naked Man"                                                             |
| Brooke D'Orsay           | Skådespelerskan Margaret                        | Säsong 4; "The Stinsons"                                                              |
| Rebecca Budig            | Holli, var på en dejt med Ted                   | Säsong 4; "The Three Days Rule"                                                       |
| Lindsay Sloane           | Jen, Teds blind date                            | Säsong 5; "Double Date"                                                               |
| Carrie Underwood         | Tiffany, hade Ted ”on the hook”                 | Säsong 5; "Hooked"                                                                    |
| Catherine Reitman        | Henrietta, var ”on the hook”                    | Säsong 5; "Hooked"                                                                    |
| Brooke Nevin             | Amanda, dejtade Ted                             | Säsong 5; "Say Cheese"                                                                |
| Gina Comparetto          | Strawberry                                      | Säsong 5; "Say Cheese"                                                                |
| Judy Greer               | Royce, dejtade Ted                              | Säsong 5; "The Wedding Bride"                                                         |
| Karissa Vacker           | Holly, var på en dejt med Ted                   | Säsong 7; "Good Crazy"                                                                |
| Katy Stoll               | Lizbeth, var på en dejt med Ted                 | Säsong 7; "Good Crazy"                                                                |
| Christen Irene           | Robyn, var på en dejt med Ted                   | Säsong 7; "Good Crazy"                                                                |
| Katie Holmes             | ”The Slutty Pumpkin”                            | Säsong 7; "The Slutty Pumpkin Returns"                                                |
| Saba Homayoon            | Carls flickvän Yasmin                           | Säsong 1; "Pilot"                                                                     |
| Carla Toutz              | Sascha på flygplatsen                           | Säsong 1; "Sweet Taste of Liberty"                                                    |
| Jon Bernthal             | Carlos                                          | Säsong 1; "Purple Giraffe"                                                            |
| Beth Riesgraf            | Tjej som jobbar med Carlos                      | Säsong 1; "Purple Giraffe"                                                            |
| Erinn Bartlett           | Paralegalen Mary                                | Säsong 1; "Mary the Paralegal"                                                        |
| George Cheung            | ”Korean Elvis”                                  | Säsong 1; "Nothing Good Happens After 2 A.M."                                         |
| Kristin Denehy           | Barneys kusin Leslie                            | Säsong 1; "Okay Awesome"                                                              |
| Jayma Mays               | ”Coat Check Girl”                               | Säsong 1 och 8; "Okay Awesome" och "The Time Travelers"                               |
| Amy Acker                | Penelope, lär Ted regndans                      | Säsong 1; "Come On"                                                                   |
| Kathleen Rose Perkins    | Teds kollega Marybeth                           | Säsong 1; "The Limo"                                                                  |
| Emmanuelle Chriqui       | Chloe ”Crazy Eyes”                              | Säsong 2; "Swarley"                                                                   |
| Erin Cardillo            | Stripparen Treasure                             | Säsong 2; "Bachelor Party"                                                            |
| Kevin Hefferman          | Porrstjärnan Steve Biel ”Ted Mosby”             | Säsong 3; "I'm Not That Guy                                                           |
| Dan Castellaneta         | Hemlöse mannen Milt                             | Säsong 4; "Right Place, Right Time"                                                   |
| Darby Stanchfield        | Lägenhetens förra ägare Marissa Heller          | Säsong 5; "Robots Versus Wrestlers"                                                   |
| Kazu Nagahama            | Studenten Shin-Ya                               | Säsong 5; "Robin 101"                                                                 |
| Suzy Nakamura            | Dr. Kirby                                       | Säsong 6; "A Change of Heart                                                          |
| Danny Strong             | Prästen Trey Platt                              | Säsong 6; "Last Words" och "Trilogy Time"                                             |
| Vicki Lewis              | Dr. Sonya                                       | Säsong 7, tre avsnitt                                                                 |
| Peter Gallagher          | Professor Vinick                                | Säsong 8; "The Final Page - Part One"                                                 |
| Jane Carr                | Barnvakten Mrs. Buckminster                     | Säsong 8; "Nannies"                                                                   |
| Casey Wilson             | Krirsten                                        | Säsong 8; "Something New"                                                             |
| Keegan-Michael Key       | Calvin, Krirstens fästman                       | Säsong 8; "Something New"                                                             |
| Mircea Monroe            | Wedding plannern Liddy Gates                    | Säsong 8; "Romeward Bound"                                                            |
| Roger Bart               | Receptionisten Curtis                           | Säsong 9, fem avsnitt                                                                 |
| Andrew Rannells          | Darren ”The Devil”                              | Säsong 9; "Bass Player Wanted" och "How Your Mother Met Me"                           |

## Avsnittsguide
| Säsong | Säsong | Avsnitt | Sändningsdatum | DVD-släppsdatum   | DVD-släppsdatum  | DVD-släppsdatum  |
| Säsong | Säsong | Avsnitt | Sändningsdatum | Region 1          | Region 2         | Region 4         |
| ------ | ------ | ------- | -------------- | ----------------- | ---------------- | ---------------- |
|        | 1      | 22      | 2005-2006      | 21 november 2006  | 7 maj 2007       | 25 juni 2007     |
|        | 2      | 22      | 2006-2007      | 2 oktober 2007    | 29 april 2009    | 16 april 2008    |
|        | 3      | 20      | 2007-2008      | 7 oktober 2008    | 29 april 2009    | 11 februari 2009 |
|        | 4      | 24      | 2008-2009      | 29 september 2009 | 18 november 2009 | 26 maj 2010      |
|        | 5      | 24      | 2009-2010      | 21 september 2010 | 8 november 2010  | 1 december 2010  |
|        | 6      | 24      | 2010-2011      | 27 september 2011 | 3 oktober 2011   | 5 oktober 2011   |
|        | 7      | 24      | 2011-2012      | 2 oktober 2012    | 29 oktober 2012  | 6 februari 2013  |
|        | 8      | 24      | 2012-2013      | 1 oktober 2013    | 30 oktober 2013  | 9 november 2013  |
|        | 9      | 24      | 2013-2014      | 23 september 2014 | 13 oktober 2014  | 22 oktober 2014  |

## Spinoff
Under våren 2021 tillkännagavs det att serien skulle få en spinoff, nämligen How I Met Your Father, där bland annat Hilary Duff spelar en av huvudrollerna. Serien hade premiär med tio avsnitt på streamingtjänsten Hulu den 18 januari 2022.